# Нугуманов, Ильдар Рамилович
Ильдар Рамилович Нугуманов (род. 5 мая 1988, СССР) — российский футболист, игрок в мини-футбол. Нападающий клуба «Ухта» и сборной России по мини-футболу.

## Биография

### Первые сезоны и дебют в сборной
Воспитанник детской юношеской спортивной школы г. Пыть-Ях. За основной состав «Тюмени» он дебютировал в сезоне 2005/06. В его концовке Ильдар забил свои первые два гола в чемпионате. Оба раза он поразил ворота «Норильского никеля». Второй гол принёс тюменцам минимальную победу — одну из трёх за сезон. «Тюмень» заняла тогда последнее место.
В последующие сезоны результаты «Тюмени» стали улучшаться, во многом за счёт прогресса молодых игроков, таких как Нугуманов. Своей игрой Ильдар привлёк внимание тренеров сборной России. Вначале он играл за «молодёжку», а в мае 2008 года дебютировал за первую сборную в матче против сборной Хорватии.
В конце 2008 года Нугуманов вошёл в состав молодёжной сборной России на первый в истории молодёжный чемпионат Европы. Его гол в финальном матче против сборной Италии помог россиянам выиграть турнир.

### Медали и сборная
В сезоне 2009/10 «Тюмень» впервые в своей истории выиграла серебряные медали чемпионата. Вскоре после этого лидеры тюменской команды стали чаще вызываться в сборную. Уже в мае 2010 года Нугуманов забил первый гол за сборную, поразив ворота сборной Японии в товарищеском матче. Закрепившись в команде, Ильдар вошёл в её состав на чемпионат Европы 2012 года.

## Достижения
- Серебряный призёр Чемпионата Европы по мини-футболу: 2012
- Победитель молодёжного чемпионата Европы: 2008
- Серебряный призёр чемпионата России по мини-футболу: 2010